# Jan Wolf (malíř)
Jan Wolf (21. června 1941 Brno – 23. října 2016 Brno) byl český a moravský malíř, kreslíř, tvůrce plastik a všestranný umělec. Jeho polorodým bratrem je hudebník Jiří Rybář a kulturolog Radovan Rybář.

## Život a dílo
Po maturitě v Brně vystudoval výtvarný obor na pedagogické fakultě dnešní Masarykovy univerzity.
V dětství se setkával s malířem Františkem Kalábem, na studiích s Bohdanem Lacinou a dalšími osobnostmi brněnské malby. Stal se prezidentem Umělecké besedy Zlatoroh v Brně, organizoval klubovou činnost mladých umělců, přátelil se s Vladimírem Boudníkem, Jaroslavem Hovadíkem, Františkem Maxerou, Karlem Velebným, Bedřichem Petrovanem, Čeňkem Dobiášem a mnoha dalšími. 
Po srpnu 1968 na základě výzvy reformního křídla KSČ vstoupil do strany. Začátkem sedmdesátých let byl z KSČ vyloučen a v normalizační tzv. Bílé knize byl označen jako protisocialistický element, jenž pravicově ovlivňoval mládež na obvodu Brno 3. Následně proto musel z veřejného života odejít a usadil se na Českomoravské vrchovině, kde přežíval normalizační léta. 
Jako člen Svazu československých výtvarných umělců ze šedesátých let, mohl dále tvořit ve svobodném povolání pod ochranou Českého fondu výtvarných umělců. Účastnil se výstav podniku Dílo, hospodářského zařízení Svazu československých výtvarných umělců a výstav v Domě umění města Brna v letech 1963 a 1965 a 1985. Jeho díla jsou zastoupena v soukromých sbírkách doma i ve světě. Ve veřejném majetku je například obraz Panorama města Brna, který je trvale umístěn v budově Ústavního soudu. Od roku 1964 až do své smrti pořádal Čtvrteční večery v ateliéru, kterých se mohl zúčastnit kdokoli. Po roce 1989 také obnovil činnost Umělecké besedy, jazzového klubu, otevřel privátní galerii DAW, stal se čestným členem surrealistické skupiny Stir up.

## Galerie

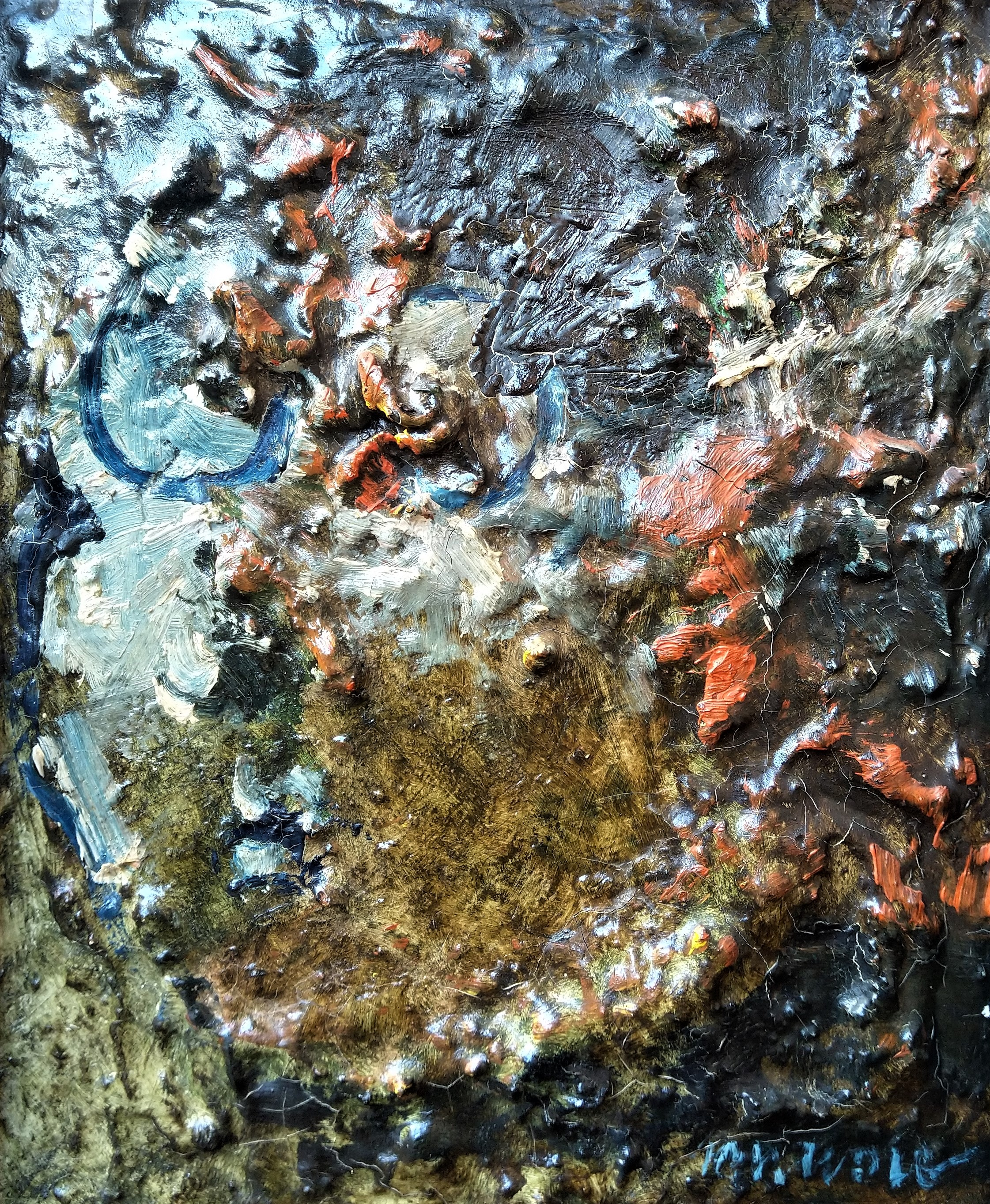
Autoportrét 1989, olej
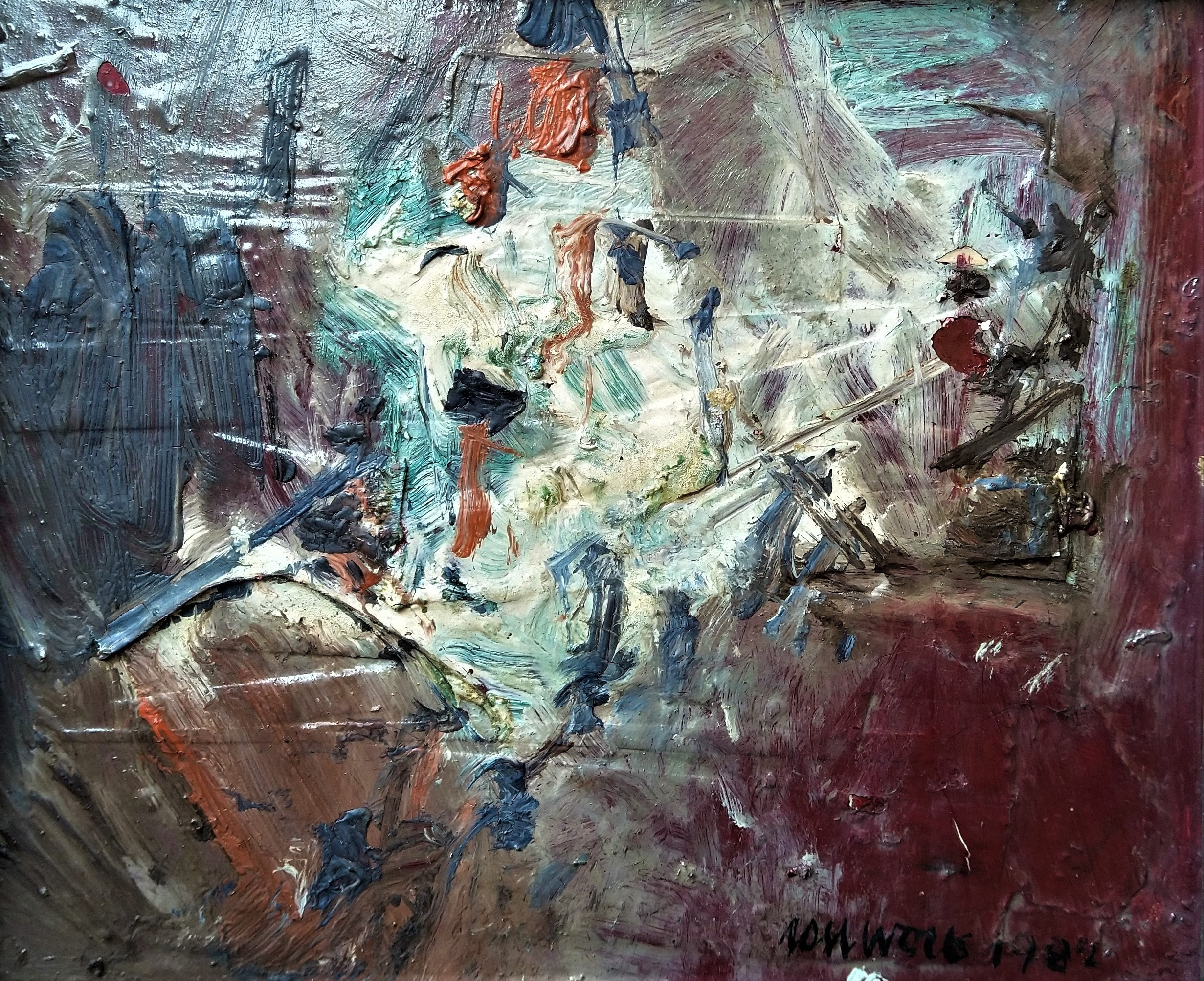
Dům radosti Chaima Dawida, 1989, olej a koláž
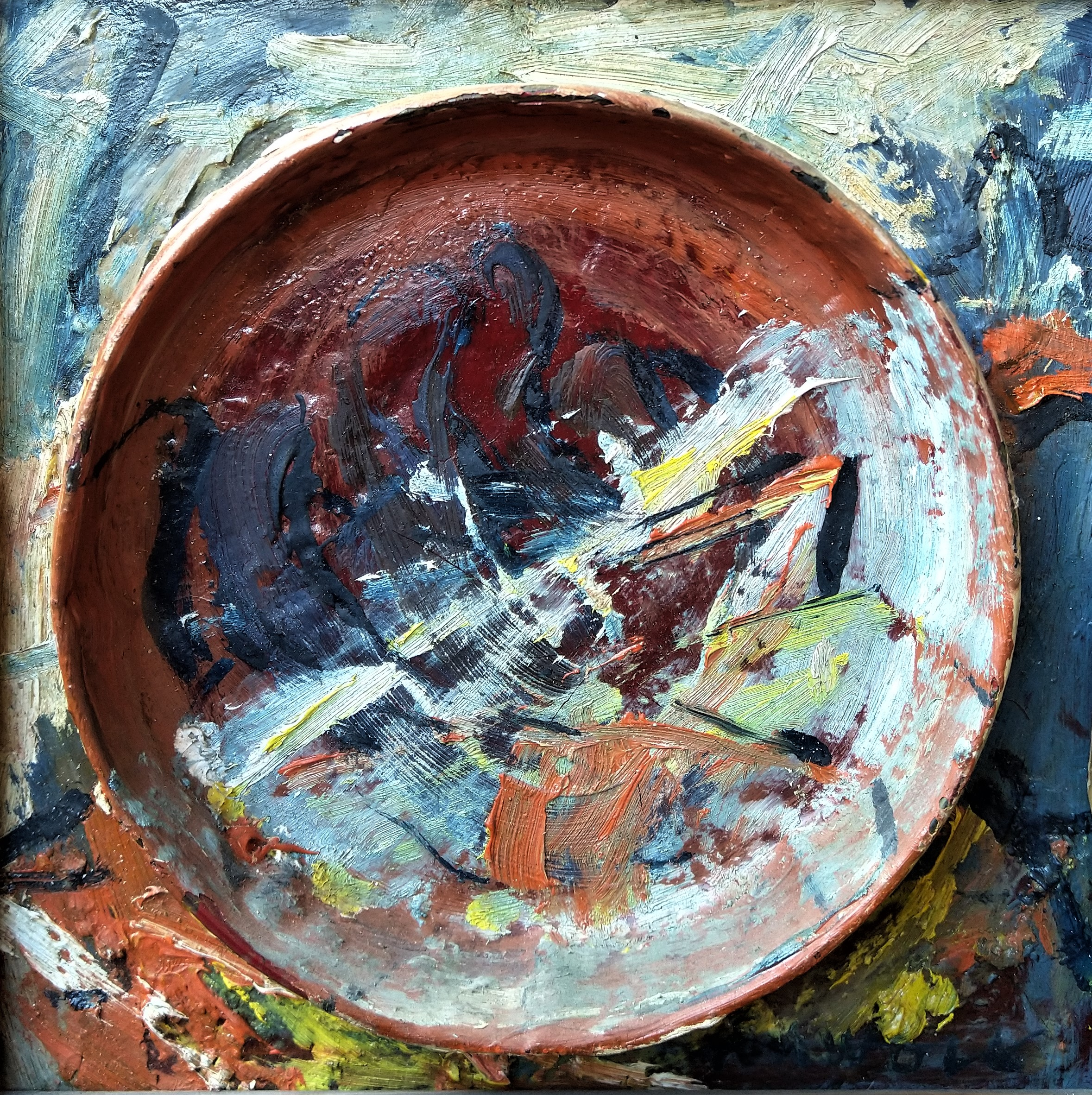
Prater, 1988, olej a asambláž